# Lijst van Atari 5200-spellen
De pagina lijst van Atari 5200-spellen bevat computerspellen die uitgegeven zijn voor de Atari 5200.
| Titel                                             | Ontwikkelaar         | Uitgever          | Uitgebracht      | Genre                   |
| ------------------------------------------------- | -------------------- | ----------------- | ---------------- | ----------------------- |
| The Activision Decathlon                          | Activision           | Activision        | 1984             | Sportspel               |
| Adventure II                                      |                      | AtariAge          | 2007             | Actiespel Avonturenspel |
| A.E.                                              | Brøderbund Software  | Atari             | Niet uitgebracht | Shoot 'em up            |
| Asteroids                                         | Atari                | Atari             | Niet uitgebracht | Shoot 'em up            |
| Astro Chase                                       | First Star Software  | Parker Brothers   | 1983             | Actiespel               |
| Astro-Grover                                      | Atari                | Atari             | Niet uitgebracht | Kinderspel              |
| Ballblazer                                        | Lucasfilm Games      | Atari             | 1986             | Sportspel               |
| Barroom Baseball                                  | Atari                | Atari             | Niet uitgebracht | Sportspel               |
| Battlezone                                        | Atari                | Atari             | Niet uitgebracht | Shoot 'em up            |
| Beamrider                                         | Cheshire Engineering | Activision        | 1983             | Actiespel               |
| Berzerk                                           | Stern Electronics    | Atari             | 1983             | Actiespel               |
| Black Belt                                        | Atari                | Atari             | Niet uitgebracht | Actiespel               |
| Blaster                                           | Atari                | Atari             | Niet uitgebracht | Shoot 'em up            |
| Blueprint                                         | Bally Midway         | CBS Electronics   | 1983             | Actiespel               |
| Bounty Bob Strikes Back!                          | Big Five Software    | Big Five Software | 1985             | Actiespel               |
| Buck Rogers: Planet of Zoom                       | Sega                 | Sega              | 1983             | Actiespel               |
| Centipede                                         | Atari                | Atari             | 1982             | Shoot 'em up            |
| Choplifter!                                       | Brøderbund Software  | Midway Games West | 1984             | Actiespel               |
| Congo Bongo                                       | Sega                 | Sega              | 1983             | Actiespel               |
| Countermeasure                                    | Midway Games West    | Midway Games West | 1982             | Actiespel               |
| Defender                                          | Williams Electronics | Atari             | 1982             | Actiespel               |
| Dig Dug                                           | Namco                | Atari             | 1983             | Actiespel               |
| The Dreadnaught Factor                            | Cheshire Engineering | Activision        | 1984             | Actiespel               |
| Final Legacy                                      | Atari                | Atari             | Niet uitgebracht | Strategiespel           |
| Frisky Tom                                        | Atari                | Atari             | Niet uitgebracht | Actiespel               |
| Frogger                                           | Konami               | Parker Brothers   | 1983             | Actiespel               |
| Frogger II: ThreeeDeep!                           | Parker Brothers      | Parker Brothers   | 1984             | Actiespel               |
| Galaxian                                          | Namco                | Atari             | 1982             | Actiespel               |
| Gorf                                              | Bally Midway         | CBS Electronics   | 1983             | Actiespel               |
| Gremlins                                          | Atari                | Atari             | 1984             | Actiespel               |
| Gyruss                                            | Konami               | Parker Brothers   | 1984             | Actiespel               |
| H.E.R.O.                                          | Activision           | Activision        | 1984             | Actiespel               |
| James Bond 007                                    | Parker Brothers      | Parker Brothers   | 1984             | Actiespel               |
| Jr. Pac-Man                                       | Atari                | Atari             | Niet uitgebracht | Actiespel               |
| Joust                                             | Williams Electronics | Atari             | 1983             | Actiespel               |
| Jungle Hunt                                       | Taito                | Atari             | 1983             | Actiespel               |
| K-Razy Shoot-Out                                  | K-Byte               | CBS Electronics   | 1983             | Actiespel               |
| Kaboom!                                           | Activision           | Activision        | 1983             | Actiespel               |
| Kangaroo                                          | Sun Electronics      | Atari             | 1983             | Actiespel               |
| Keystone Kapers                                   | Activision           | Activision        | 1984             | Actiespel               |
| The Last Starfighter                              | Atari                | Atari             | Niet uitgebracht | Shoot 'em up            |
| Looney Tunes Hotel                                | Atari                | Atari             | Niet uitgebracht | Actiespel               |
| Mario Bros.                                       | Nintendo             | Atari             | 1983             | Actiespel               |
| Meebzork                                          | Atari                | Atari             | Niet uitgebracht | Actiespel               |
| Megamania                                         | Activision           | Activision        | 1983             | Actiespel               |
| Meteorites                                        | Electra Concepts     | Electra Concepts  | 1983             | Actiespel               |
| Microgammon SB                                    | Atari                | Atari             | Niet uitgebracht | Puzzelspel              |
| Millipede                                         | Atari                | Atari             | Niet uitgebracht | Shoot 'em up            |
| Miner 2049er                                      | Big Five Software    | Big Five Software | 1983             | Actiespel               |
| Miniature Golf                                    | Atari                | Atari             | Niet uitgebracht | Sportspel               |
| Missile Command                                   | Atari                | Atari             | 1982             | Actiespel               |
| Montezuma's Revenge                               | Parker Brothers      | Parker Brothers   | 1983             | Actiespel               |
| Moon Patrol                                       | Irem                 | Atari             | 1983             | Actiespel               |
| Mountain King                                     | E.F. Dreyer          | CBS Electronics   | 1983             | Actiespel               |
| Mr. Do!'s Castle                                  | Universal            | Parker Brothers   | 1984             | Actiespel               |
| Ms. Pac-Man                                       | GCC, Midway          | Atari             | 1983             | Actiespel               |
| Pac-Man                                           | Namco                | Atari             | 1982             | Actiespel               |
| Pengo                                             | Coreland, Sega       | Atari             | 1983             | Actiespel               |
| Pitfall!                                          | Activision           | Activision        | 1984             | Actiespel               |
| Pitfall II: Lost Caverns                          | Activision           | Activision        | 1984             | Actiespel               |
| Pole Position                                     | Namco                | Atari             | 1983             | Racespel                |
| Popeye                                            | Nintendo             | Parker Brothers   | 1984             | Actiespel               |
| Q*bert                                            | Gottlieb             | Parker Brothers   | 1983             | Actiespel               |
| QIX                                               | Taito                | Atari             | 1982             | Actiespel               |
| Quest for Quintana Roo                            | VSS                  | Sunrise Software  | 1984             | Adventurespel           |
| RealSports Baseball                               | Atari                | Atari             | 1983             | Sportspel               |
| RealSports Basketball                             | Atari                | Atari             | Niet uitgebracht | Sportspel               |
| RealSports Football                               | Atari                | Atari             | 1982             | Sportspel               |
| RealSports Soccer                                 | Atari                | Atari             | 1982             | Sportspel               |
| RealSports Tennis                                 | Atari                | Atari             | 1983             | Sportspel               |
| Rescue on Fractalus!                              | Lucasfilm Games      | Atari             | 1984             | Actiespel               |
| River Raid                                        | Activision           | Activision        | 1983             | Actiespel               |
| Roadrunner                                        | Atari                | Atari             | Niet uitgebracht | Strategiespel           |
| Robotron: 2084                                    | Williams Electronics | Atari             | 1983             | Actiespel               |
| Space Dungeon                                     | Taito                | Atari             | 1983             | Actiespel               |
| Space Invaders                                    | Taito                | Atari             | 1982             | Actiespel               |
| Space Shuttle: A Journey into Space               | Activision           | Activision        | 1983             | Simulatiespel           |
| Spitfire                                          | Atari                | Atari             | Niet uitgebracht | Shoot 'em up            |
| Sport Goofy                                       | Atari                | Atari             | Niet uitgebracht | Kinderspel              |
| Star Raiders                                      | Atari                | Atari             | 1982             | Actiespel               |
| Star Trek: Strategic Operations Simulator         | Sega                 | Sega              | 1983             | Actiespel               |
| Star Wars                                         | Atari                | Parker Brothers   | 1983             | Actiespel               |
| Star Wars: Return of the Jedi - Death Star Battle | Parker Brothers      | Parker Brothers   | 1983             | Actiespel               |
| Stargate                                          | Williams Electronics | Atari             | Niet uitgebracht | Shoot 'em up            |
| Super Breakout                                    | Atari                | Atari             | 1982             | Actiespel               |
| Super Cobra                                       | Konami               | Parker Brothers   | 1983             | Actiespel               |
| Super Pac-Man                                     | Atari                | Atari             | Niet uitgebracht | Actiespel               |
| Tempest                                           | Atari                | Atari             | Niet uitgebracht | Shoot 'em up            |
| Track & Field                                     | Konami               | Atari             | Niet uitgebracht | Sportspel               |
| Tumbleweeds                                       | Atari                | Atari             | Niet uitgebracht | Sportspel               |
| Vanguard                                          | SNK                  | Atari             | 1983             | Actiespel               |
| Wizard of Wor                                     | Bally Midway         | CBS Electronics   | 1983             | Actiespel               |
| Xari Arena                                        | Atari                | Atari             | Niet uitgebracht | Shoot 'em up            |
| Xevious                                           | Namco                | Atari             | Niet uitgebracht | Shoot 'em up            |
| Yellow Sub Demo                                   | Atari                | Atari             | Niet uitgebracht | Geen                    |
| Zaxxon                                            | Sega                 | Sega              | 1984             | Actiespel               |
| Zenji                                             | Activision           | Activision        | 1984             | Strategiespel           |
| Zone Ranger                                       | Activision           | Activision        | 1984             | Actiespel               |